# Vijayanagara (stad)
Vijayanagara (Kannada: ವಿಜಯನಗರ) is een ruïnestad in India, gelegen in het noorden van Karnataka. De stad was ooit de hoofdstad van het Vijayanagararijk, dat van 1336 tot 1646 het hele zuiden van India besloeg.

## Locatie en omgeving
Het merendeel van de stad ligt op de zuidelijke oever van de Tungabhadra. De stad werd gebouwd rond het originele religieuze centrum van de Virupakshatempel in Hampi. Ook andere heilige plekken liggen binnen de stad, zoals de locatie van Kishkinda, waar zich een tempel van Hanuman, de grot van Anjana, Kesari en Shabari en de heilige poel Pampasarovar bevinden.
De centrale delen van de stad strekken zich uit over een gebied van 40 vierkante kilometer. Deze centrale stukken worden vandaag de dag opgedeeld in een koninklijk centrum en een heilig centrum. De moderne stad Hampi ligt binnen de grenzen van Vijayanagara.
De natuurlijke omgeving van de stad is een heuvelachtig landschap, voorzien van grote granieten keien. De Tungabhadra loopt door dit gebied heen, en bood de stad bescherming tegen vijanden uit het noorden.

## Geschiedenis
De naam van de stad is te vertalen als Stad van de overwinning. Als hoofdstad van het grootste en machtigste koninkrijk dat India ooit gekend heeft, trok de stad veel mensen van over de hele wereld.
De stad beleefde zijn hoogtepunt tussen de 14e en 16e eeuw, toen het Vijayanagara-rijk op zijn hoogtepunt was. In deze tijd was het rijk geregeld in conflict met de moslimkoninkrijken. In 1565 werd de stad veroverd na een nederlaag tegen de verzamelde legers van meerdere moslimsultans. In enkele maanden vernielde dit leger de stad. Hoewel het rijk bleef voortbestaan, werd de hoofdstad nooit heroverd of herbouwd. De moslims zelf verlieten de stad uiteindelijk ook, waarna deze tot een ruïne verviel.
De stad staat vandaag de dag op de werelderfgoedlijst. Van 1999 tot 2006 stond de stad op die lijst te boek als bedreigd vanwege de bouw van twee bruggen.
Er wordt aangenomen dat Vijayanagara aan het eind van de 15e eeuw de grootste stad van India was, en de op een na grootste stad ter wereld.

## Het heilige centrum

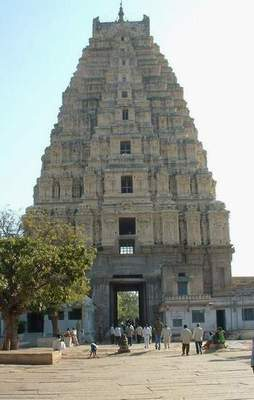
Virupakshatempel

Dit is de naam die door historici wordt gegeven aan het gebied van Hampi naar de Matangaheuvel. Hier staan veel tempels en andere heilige plaatsen.
Het bekendste gebouw in dit centrum is de Virupakshatempel, die vandaag de dag nog in gebruik is. De tempel staat ook wel bekend als de Pampapatitempel, en bevindt zich in het centrum van Hampi.
Andere heilige plaatsen zijn:
- De Hemakutaheuvel.
- Krishnatempel
- Ugra Narasimha
- Sugriva's grot
- De Kodandaramatempel
- Vittalatempel

## Het koninklijke centrum

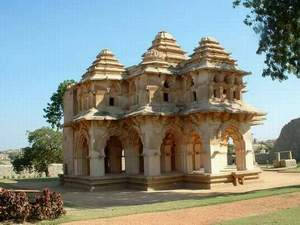
Lotuspaleis

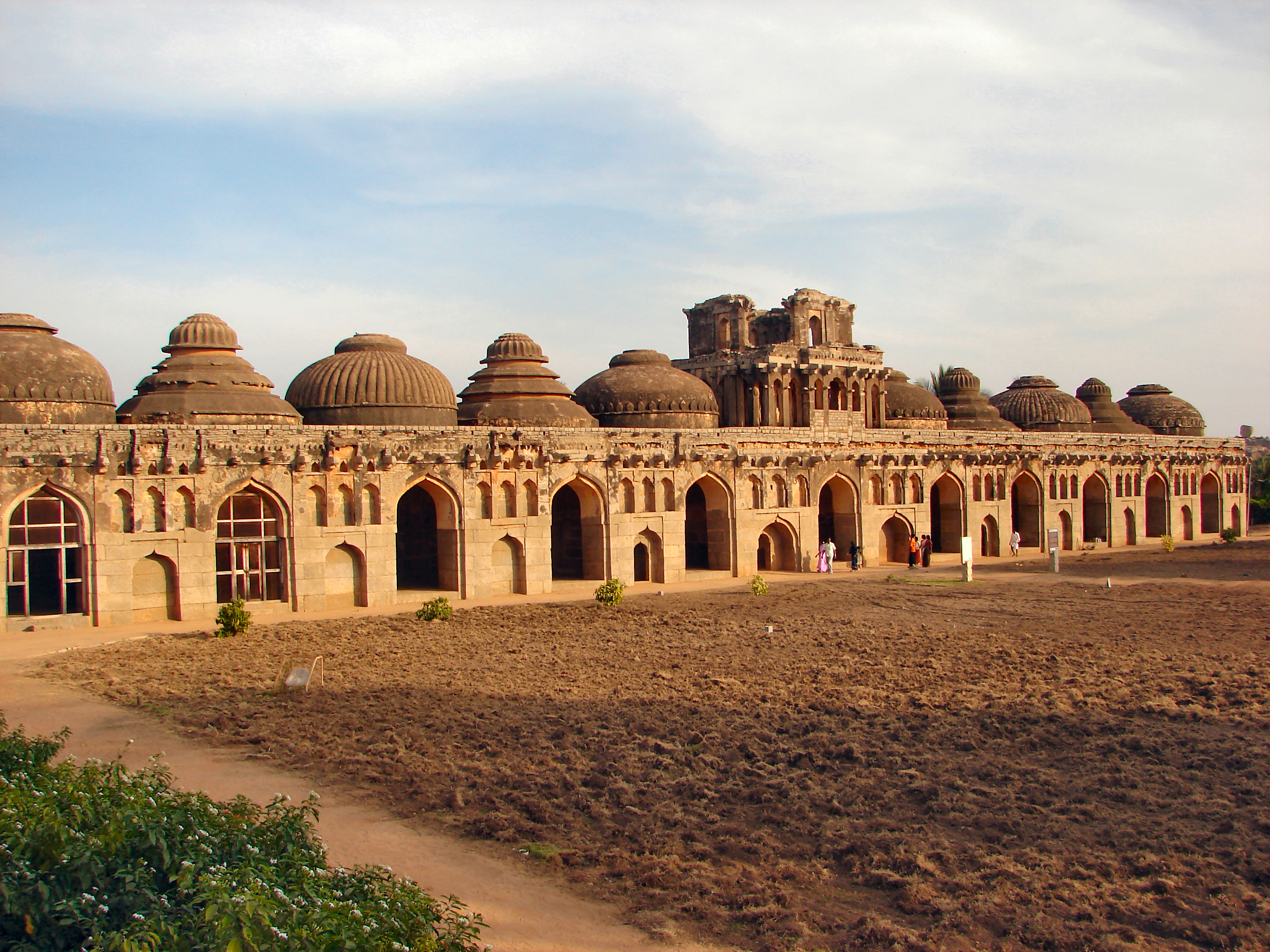
Olifantstallen

Dit gebied ligt op een klein plateau, 2 kilometer ten zuidoosten van Hampi, en strekt zich uit van daar tot de stad Kamalapuram. Het gebied wordt van het heilige centrum gescheiden door een kleine vallei.
In dit deel van de stad staan ruïnes van paleizen, administratieve gebouwen en enkele tempels die direct verbonden waren met de koninklijke familie. Van de paleizen is niet veel meer over omdat deze grotendeels van hout waren.
Een van de tempels in dit centrum is de Ramachandratempel. Deze was waarschijnlijk uitsluitend voor koninklijk gebruik.
Een van de best bewaard gebleven paleizen in dit centrum is het Lotuspaleis, een paleis voor de koningin. Dit gebouw toont islamitische invloeden op de bouwstijl van destijds.
Een ander bekend gebouw uit dit centrum zijn de olifantstallen. Ook dit gebouw toont islamitische invloeden op de bouwstijl.